# Суспільне Кропивницький

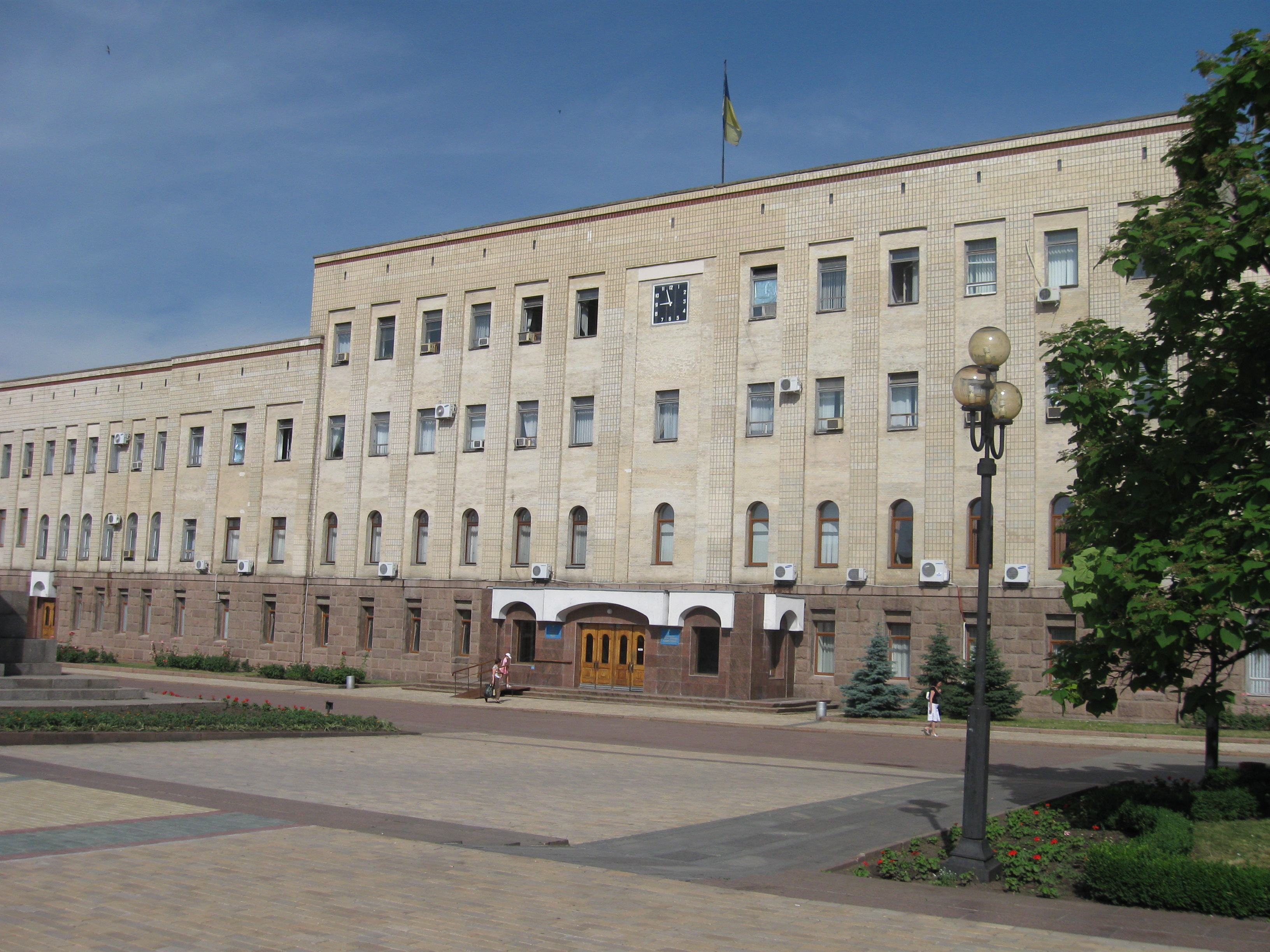
«Суспільне Кропивницький» розміщується в приміщенні облдержадміністрації

«Суспільне Кропивницький» (Філія АТ «НСТУ» «Кропивницька регіональна дирекція») — українська регіональна суспільна телерадіокомпанія, філія Національної суспільної телерадіокомпанії України, до якої входять однойменний телеканал, радіоканал «Українське радіо Кропивницький» та діджитал-платформи, які мовлять на території Кіровоградської області.

## Історія

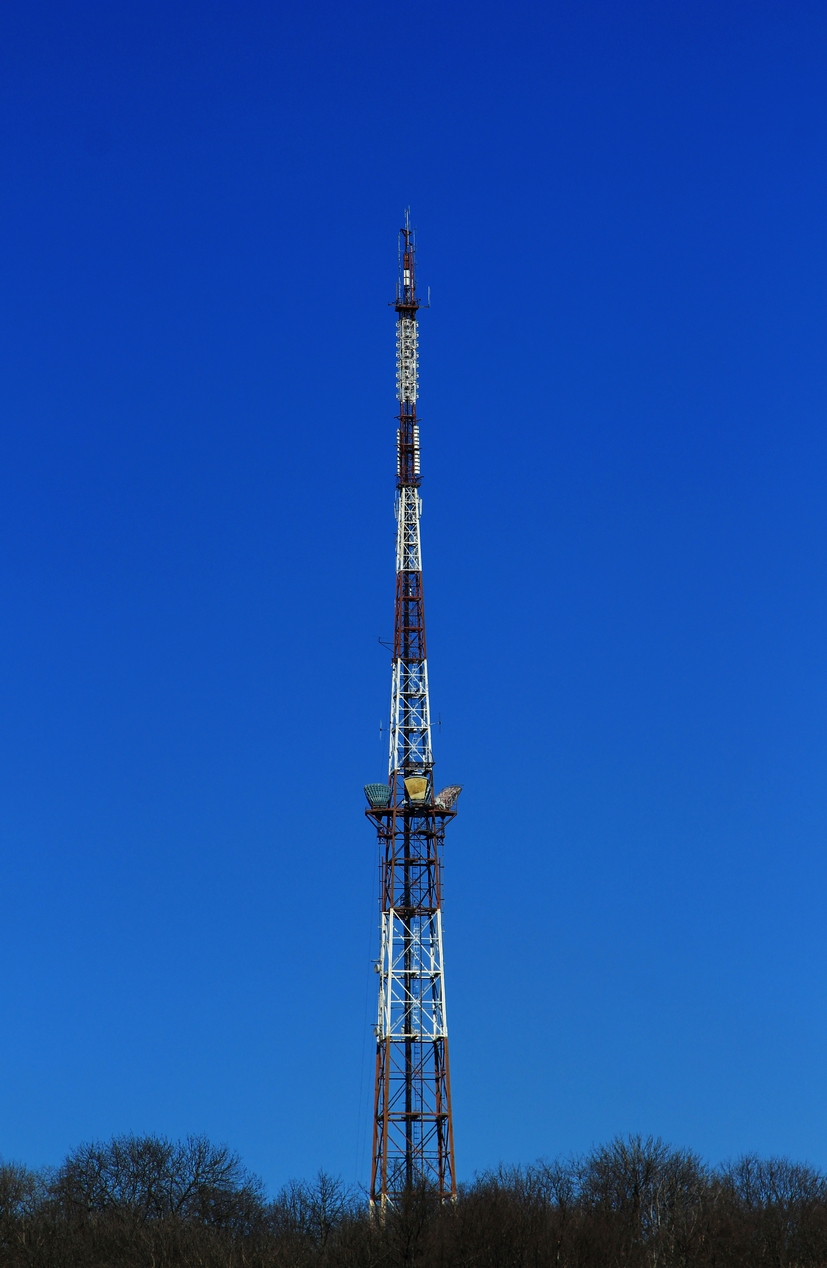
Телевізійна вежа в місті Кропивницький

Днем заснування кропивницької студії телебачення вважається 16 квітня 1960 року, коли в ефір вийшли перші місцеві телепередачі. Готувала їх редакція телебачення, створена на базі аматорської телестудії заводу сільськогосподарських машин «Червона зірка», обладнана умільцями на чолі з Володимиром Чоломбітьком.
1964 року збудовано приміщення телецентру і нової телевізійної вежі.
1971 року створено технічні умови для ведення прямих позастудійних передач на область і Україну.
1982 року запроваджено кольорове телебачення на позастудійних техзасобах.  
У 1990—2000-х роках тривало технічне переоснащення. Так, КОДТРК повністю відмовилась від плівкової технології і перейшла на цифрову. На ВАТ «Відеотехніка» (м. Кропивницький) компанія побудувала нову трикамерну репортажну телевізійну станцію (ПРТС), а 2006 року отримала повний комплект трикамерної студії, комплект нових телекамер, комплект з 5 цифрових монтажних апаратних.  
Представників колективу було відмічено державними і професійними нагородами, відзнаками та званнями. Багато років режисерську службу студії очолював Михайло Барський, який на посаді головного режисера телебачення був удостоєний звання «Заслужений діяч мистецтв України»; автор і ведучий низки популярних телепередач Віталій Ципін одержав звання «Заслужений журналіст України»; начальник цеху телебачення, головний інженер Анатолій Шевченко — «Заслужений працівник промисловості України».

### Сьогодення
З 2017 року є філією Національної суспільної телерадіокомпанії України, частиною Суспільного мовлення України. 8 лютого 2019 року філія отримала логотип «UA:» і почала мовити у телеефірі з логотипом «UA: Кропивницький». У лютому 2019 у назві філії «Кіровоградська регіональна дирекція» змінено на  «Кропивницька регіональна дирекція».   
23 травня 2022 року в зв'язку з оновленням дизайн-системи брендів НСТУ телерадіокомпанія змінила назву на «Суспільне Кропивницький».
З 20 листопада по 18 грудня 2022 року телеканал філії транслював Чемпіонат світу з футболу 2022.
«Суспільне Кропивницький» має 2 автономні телецентри, які працюють в різних районах Кропивницького,  обласне  радіомовлення. Мережа мовлення охоплює понад 80% населення Кіровоградської області. Телеканал щоденно мовить з 07:00 - 23:00
Розвивається діджитал-платформа Кропивницької філії Суспільного. Дивитися й слухати «Суспільне Кропивницький» можна онлайн на сайті філії. Також етери, проєкти та найкращі сюжети транслюють на ютуб-каналі та фейсбук-сторінці філії.

## Телебачення
«Суспільне Кропивницький» — український регіональний суспільний телеканал, який мовить на території Кіровоградської області.

### Наповнення етеру
Етерне наповнення мовника — інформаційні, соціально-публіцистичні та культурно-мистецькі програми виробництва творчих об'єднань НСТУ та «Суспільне Кропивницький».

#### Програми
- «Суспільне. Студія»
- «Суспільне Новини»
- «Суспільне Спорт»
- «Тиждень. Кропивницький»

### Архівні програми
- «Суспільне. Спротив»
- «Боротьба в тилу»
- «Сьогодні. Головне»
- «Баба Єлька. Експедиція на піч»
- «Ранок на Суспільному»
- «Така робота»
- «Недалечко»
- «Виборчий округ. Місцеві»
- «#Звіти_наживо»
- «Виборчий округ. Співбесіда»

### Мовлення
Передача цифрового мовлення телеканалу відбувається в мультиплексі MX-5 (DVB-T2) у форматі 1080i 16:9 (HDTV). Трансляція мовника також доступна на сайті «Суспільне Кропивницький» в розділі «Онлайн».

## Радіо
У Кіровоградській області НСТУ мовить на радіоканалі «Українське радіо Кропивницький».

### Наповнення етеру

#### Програми
- «Радіомайдан»
- «Радіодень»

### Мовлення
- Благовіщенське — 107,7 МГц
- Гайворон — 106,0 МГц
- Добровеличківка — 90,7 МГц
- Долинська — 104,9 МГц
- Кропивницький — 91,2 МГц
- Новомиргород — 89,4 МГц
- Новоукраїнка — 104,8 МГц
- Олександрія — 87,6 МГц
- Петрове — 105,5 МГц
- Світловодськ — 99,2 МГц
- Смоліне — 101,2 МГц

Крім частот, «Українське радіо Кропивницький» можна слухати також на сайті «Суспільне Кропивницький» і в мобільному застосунку suspilne.radio.

## Діджитал
У діджиталі телерадіокомпанія «Суспільне Кропивницький» представлена вебсайтом та сторінками у Facebook, Instagram, YouTube та Telegram. Крім того, на сайті «Суспільне Новини» є розділ про новини Кіровоградщини.
Станом на лютий 2023 року сумарна авдиторія «Суспільне Кропивницький» у соцмережах налічує близько 170 тисяч підписників.

## Логотипи
Телерадіокомпанія змінила 3 логотипи. Нинішній — 4-й за рахунком.
| Логотип | Опис                                           |
| ------- | ---------------------------------------------- |
|         | Логотип з 2000-них до 2010-тих років           |
|         | Логотип з 2010-тих років до 7 лютого 2019 року |
|         | Логотип з 8 лютого 2019 до 22 травня 2022 року |
|         | Логотип з 23 травня 2022 року дотепер          |

### Хронологія назв
| Дата        | Назва                     |
| ----------- | ------------------------- |
| 2000-і—2019 | «Кіровоград»              |
| 2019—2022   | «UA: Кропивницький»       |
| з 2022      | «Суспільне Кропивницький» |